# Zábrák Dénes
Zábrák Dénes (Mencshely, 1852. április 6. – Ábrahámhegy, 1913. augusztus 3.) evangélikus lelkész.

## Élete
Középiskoláit 1864-től 1866-ig Kővágóörsön, majd 1862 és 1870 között a soproni evangélikus líceumban végezte. A teológiát 1872 és 1875 között ugyanitt, majd 1875-től 1878-ig a bécsi protestáns teológiai fakultáson hallgatta. 
Ezután nevelősködött, 1876- ban segédlelkésszé avatták, míg 1877 májusában a szombathelyi egyesült protestáns egyház megválasztotta lelkészének. 1878 őszén németszentmihályi, 1884 augusztusában soproni lelkész lett, és itt működött 29 éven keresztül.
Zábrák Dénes, mint kiváló szónok s ezzel karöltve mint jeles egyházi énekszerző vívott ki magának általános tiszteletet s elismerést nemcsak tekintélyes gyülekezetében, hanem általában ez egész hazai evangélikus egyházban.
1913 májusában vonult nyugállományba.
Felesége  jánosházi Ódor Vilma, akivel 10 gyermekük született, közülük 8 érte meg a felnőttkort.
Az egyházi közügyekből is kivette részét, Sopronban a helyi gyámintézet elnöke, az egyházmegyében főszámvevő, az egyházkerületben pedig népiskolai bizottsági elnök.
Nagyszámú egyházi beszédet tett közzé s „Krisztus az én életem” cím alatt két kötet egyházi beszéd jelent meg tőle. Ő fordította le Luther híres postilláját.
Mint tősgyökeres magyar fiú került fel Sopronba, anélkül, hogy egyetlen szót tudott volna németül, s vasszorgalommal annyira elsajátította s oly művészettel kezelte a német nyelvet, mint magyar anyanyelvét, miáltal német beszédeivel is teljes hatást gyakorolt s mély építő munkát végzett túlnyomóan német anyanyelvű hívei között.

## Munkái
- Mit ígér híveinek a megdicsőült Krisztus? (Beköszöntő beszéd Szombathelyen.) Szombathely, 1877
- Festpredigt beim hundertjährigen Jubilaeum der ev. Gemeinde Pinkafeld. Felsőőr, 1883
- Tartsd meg a mid van. (Konfirmácziói káté magyar átdolgozása.) Sopron, 1891. 3. kiadás. Felsőőr, 1898
- Hilfsanstalts-Predigt. Gehalten am 13. August 1895. in Gross-Kanizsa. Aus dem Ungarischen übersetzt. Felsőőr, 1895
- Krisztus az én életem. Egyházi beszédek. Bpest, 1895. és Sopron, 1896. Két kötet.
- Házi Kincstár. (Luther M. egyházi beszédei németből ford.) Lipcse, 1896
- Gyászbeszéd és ima, melyet ő felsége Erzsébet királyné gyászünnepélyén 1898. szept. 11. a soproni evang, templomban mondott. Sopron, 1898
- Egyházi beszéd a magyar protestáns irodalmi társaságnak kilenczedik vándorgyűlésén Sopronban 1905. szept. 27. Bpest, 1905